# Carménère

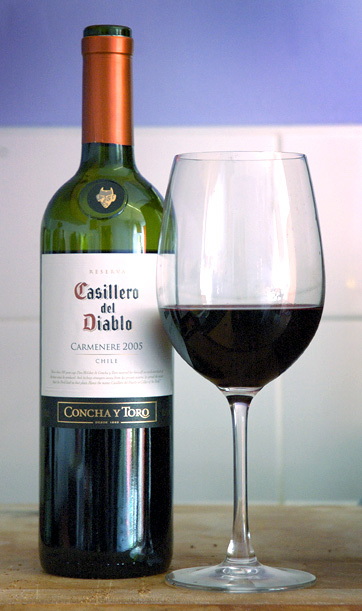
Vinho chileno produzido a partir de uvas da casta Carménère.

Carménère é uma casta de uva, originalmente da região do Médoc (Bordéus, França), onde era usada para a produção de vinhos tintos intensos e ocasionalmente para mistura de modo semelhante à casta Petit Verdot. Os cachos dessa cepa possuem frutos que variam entre os tamanhos pequeno e médio e cores que tendem ao preto azulado. Na Europa, as videiras desta variedade foram dizimadas por uma praga e substituídas por outras castas mais resistentes. Atualmente, é exclusiva do Chile.

## História
A casta Carménère foi uma das mais amplamente cultivadas em inícios do século XIX no Médoc e Graves. Na década de 1860 as videiras européias desta variedade foram dizimadas pela filoxera, um insecto diminuto que afecta as folhas e a raiz sugando a seiva das plantas, e substituídas por outras castas menos sensíveis, como a Merlot.
Julgada extinta, foi redescoberta em 1994 no Chile por um ampelógrafo francês, chamado Jean-Michel Boursiquot, que notou que algumas cepas de Merlot demoravam a maturar. Os resultados de estudos realizados concluíram que se tratava na realidade da antiga variedade de Bordeaux Carménère, cultivada inadvertidamente, misturada com pés de Merlot.
Levada por engano aos vales vinícolas chilenos, a Carménère se adaptou ao clima agradável e aos solos férteis obtendo êxito ao ponto de ser considerada uma das uvas mais importantes do Chile por sua qualidade e sabor excepcional. É no Vale do Colchagua onde está seu maior cultivo, que se mantém restrito ao Chile devido à fragilidade da cepa, que sobrevive graças ao bom clima e solo, mas sobretudo, ao isolamento físico e geográfico criado por barreiras naturais como o Oceano Pacífico, o Deserto do Atacama, a Cordilheira dos Andes e as águas frias do provenientes do Polo Sul, que protegem essa região de pragas.

## Características
Os vinhos produzidos a partir da cepa Carménère possuem cor vermelha lilás, bastante profunda, aromas de frutas vermelhas, terra umidade e especiarias com notas vegetais que vão se suavizando na medida em que a uva amadurece na própria planta.
Os taninos são mais amigáveis e suaves que os do Cabernet Sauvignon. Notas vegetais tornam-no porém menos elegante que um Merlot. Faz um vinho de corpo médio, fácil de beber e que deve beber-se jovem, quando apresenta sabor persistente que tende ao gosto de framboesa madura e beterraba doce.